# Callum Paterson
Callum Paterson (Londen, 13 oktober 1994) is een Schots voetballer die doorgaans als verdediger speelt. Hij verruilde Hearts in juli 2017 transfervrij voor Cardiff City. Paterson debuteerde in 2016 in het Schots voetbalelftal.
Paterson debuteerde op 4 augustus 2012 in het betaald voetbal. Hij nam het die dag met Hearts thuisop tegen St. Johnstone. De wedstrijd werd met 2–0 gewonnen.